# NGC 7760
NGC 7760 ist eine Galaxie vom Hubble-Typ E? im Sternbild Pegasus am Nordsternhimmel. Sie ist schätzungsweise 243 Millionen Lichtjahre von der Milchstraße entfernt und hat einen Durchmesser von etwa 65.000 Lichtjahren.

Im selben Himmelsareal befindet sich die Galaxie NGC 7773.
Das Objekt wurde am 9. Oktober 1790 von Wilhelm Herschel entdeckt.